# 節點分析

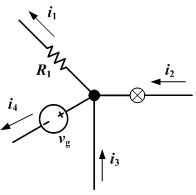
基尔霍夫電流定律是節點分析的基礎理論，應用於本圖案例， 。

在電路分析裏，節點分析（nodal analysis）是一種用電路的節點電壓來分析電路的一種方法。
節點分析與網目分析是分析電路所使用的兩種主要方法。基尔霍夫電流定律與基尔霍夫電壓定律分別是節點分析與網目分析的基礎理論。根據基尔霍夫電流定律，節點分析會對於每一節點給出一個方程式，要求所有進入某節點的支路電流的總和等於所有離開這節點的支路電流的總和，而支路電流則表示為節點電壓的線性函數。注意到每一條支路的本構關係（constitutive relation）必須給出支路電流與節點電壓之間的線性函數關係，稱為「導納表現」。假設每一條支路的本構關係都有導納表現，則可以做節點分析。例如，對於電阻為 {\displaystyle R} 、電導為 {\displaystyle G=1/R} 的電阻器， 這關係以方程式表達為 {\displaystyle I_{branch}=(V_{node1}-V_{node2})*G} ；其中，{\displaystyle I_{branch}} 是支路電流，{\displaystyle V_{node1}} 、{\displaystyle V_{node2}} 分別為電阻器兩端節點的電壓。
對於任意電路，節點分析會給出一組簡潔的方程式，假若不龐大，可以手工解析，或著可以應用線性代數理論，然後使用電腦計算結果。由於節點分析給出的聯立方程式相當簡潔，很多電路模擬程式（例如，積體電路模擬程式）以節點分析為基礎。假若某支路的本構關係不具有導納表現，則可以將節點分析延伸，使用修正節點分析（modified nodal analysis）。
對於簡單的線性元件案例，使用節點分析方法解析相當容易。對於比較複雜的非線性電路，也可以使用節點分析，只要應用牛頓法，將非線性問題改變為一個序列的線性問題。

## 分析步驟
1. 標出電路裏所有相連接的導線，設定每一群相連接的導線為單獨節點。在相鄰的兩個結點之間，必定有一個元件。
2. 選擇一個節點為參考點。設定這參考點為接地點，電位為零，以接地線或底架標示於電路圖。這選擇不會影響結果，但可以簡化運算。通常，選擇連接最多支路的節點可以使解析更加簡易。
3. 對於每一個未知電壓節點，按照基尔霍夫電流定律，寫出一個方程式，要求所有流入這節點的支路電流的總和等於所有流出這節點的支路電流的總和。特別注意，節點的電壓指的是節點與參考點之間的電壓差。
4. 假若有電壓源處於兩個未知電壓節點之間，則可合併這兩個節點為單獨一個「超節點」（supernode），將進入與離開這兩個節點的電流一同按照基尔霍夫電流定律處理。另外，再添加一個電壓方程式，寫出這兩個節點的電壓關係。
5. 解析這一組聯立方程式，尋求每一個未知電壓。

## 簡單實例

### 基本案例

基本電路案例，只有一個未知電壓 。

如右圖基本電路案例所示，{\displaystyle V_{1}} 是唯一的未知電壓節點。連接於這節點有三個支路，因此必須計算三個支路電流。假定這些電流的方向都是朝著離開節點的方向。
1. 通過電阻器 {\displaystyle R_{1}} 的支路電流： {\displaystyle I_{1}=(V_{1}-V_{S})/R_{1}} 。
2. 通過電阻器 {\displaystyle R_{2}} 的支路電流： {\displaystyle I_{2}=V_{1}/R_{2}} 。
3. 通過電流源 {\displaystyle I_{S}} 的支路電流： {\displaystyle I_{3}=-I_{S}} 。

應用克希荷夫電流定律，
{\displaystyle I_{1}+I_{2}+I_{3}={\frac {V_{1}-V_{S}}{R_{1}}}+{\frac {V_{1}}{R_{2}}}-I_{S}=0} 。
稍加運算，可以得到
{\displaystyle V_{1}=\left({\frac {V_{S}}{R_{1}}}+I_{S}\right)\left({\frac {1}{R_{1}}}+{\frac {1}{R_{2}}}\right)^{-1}} 。
將所有變量的數值代入，可以得到答案
{\displaystyle V_{1}=\left({\frac {5{\text{ V}}}{100\,\Omega }}+20{\text{ mA}}\right)\left({\frac {1}{100\,\Omega }}+{\frac {1}{200\,\Omega }}\right)^{-1}\approx 4.667{\text{ V}}} 。

### 超節點案例

電壓源 處於兩個未知電壓節點 、 之間，因而共同形成超節點。

如右邊電路圖所示，{\displaystyle V_{1}} 、{\displaystyle V_{2}} 是兩個未知電壓。由於電壓源 {\displaystyle V_{B}} 有一端連接於接地點，電壓 {\displaystyle V_{3}} 等於 {\displaystyle V_{B}} 。
注意到通過電壓源 {\displaystyle V_{A}} 的電流無法直接計算出來。因此，不能寫出 {\displaystyle V_{1}} 或 {\displaystyle V_{2}} 節點的電流方程式。但是，離開 {\displaystyle V_{2}} 節點並且通過電壓源 {\displaystyle V_{A}} 的電流必須進入 {\displaystyle V_{1}} 節點。雖然這兩個節點不能單獨解析，假若將兩個節點合併起來成為超節點，就可以應用基尔霍夫電流定律，設定進入和離開的電流的代數和等於零：
{\displaystyle {\frac {V_{1}-V_{\text{B}}}{R_{1}}}+{\frac {V_{2}-V_{\text{B}}}{R_{2}}}+{\frac {V_{2}}{R_{3}}}=0} 。
再添加一個 {\displaystyle V_{1}} 與 {\displaystyle V_{2}} 之間的關係式：
{\displaystyle V_{1}=V_{2}+V_{A}} 。
經過一番運算，可以得到
{\displaystyle V_{2}={\frac {(R_{1}+R_{2})R_{3}V_{\text{B}}-R_{2}R_{3}V_{\text{A}}}{(R_{1}+R_{2})R_{3}+R_{1}R_{2}}}}。